# Coniogramme taipaishanensis
Coniogramme taipaishanensis là một loài thực vật có mạch trong họ Adiantaceae. Loài này được Ching & Y.T. Hsieh miêu tả khoa học đầu tiên năm 1974.